# Valari
Un valari, en  tamil: வளரி, es un arma arrojadiza hecha de hierro utilizada principalmente por los tamiles del subcontinente indio. El valari se utiliza para proteger al ganado de los depredadores, la guerra y la caza, especialmente en la caza de ciervos. Es el predecesor del búmeran de madera, que se utilizó ampliamente en la India desde el Paleolítico Superior, sobre todo en la meseta del Deccan por los reinos de la guerra y, muy probablemente, por los reyes del actual Tirunelveli en Tamil Nadu.

## Construcción
El valari no está concebido para regresar al lanzador. Los búmeranes utilizados en las competiciones han diseñado un mecanismo de aerodeslizamiento especialmente diseñado para permitir el retorno, pero los búmeranes de caza están diseñados para flotar en línea recta y dar en el blanco. Los Valaris se fabrican en muchas formas y tamaños. La historia de los valari está enraizada en la antigüedad y las evidencias se pueden encontrar en la literatura tamil Sangam Purananuru. La forma habitual consiste en dos miembros colocados en ángulo; uno es delgado y cónico, mientras que el otro es redondeado y se utiliza como mango. Los valaris suelen ser de hierro fundido y vertido en moldes, aunque algunos pueden tener miembros de madera con puntas de hierro. Alternativamente, las extremidades pueden tener bordes letalmente afilados; las dagas especiales son conocidas como kattari, de doble filo y afiladas como cuchillas de afeitar, pueden estar unidas a algunas valari.

## Modo de uso
El lanzador sostiene el valari por una de sus extremidades y lo lanza. Hay varias maneras de lanzar y apuntar. Por lo general, se le da una vuelta mientras se lanza. Mientras vuela por el aire, puede maniobrar y ejecutar varios tipos de movimientos de acuerdo al propósito del lanzador. Puede girar en el eje vertical, eje horizontal, o simplemente volar sin girar. El giro también puede variar en velocidad. Para un tiro letal se le hace girar y se dirige al cuello. Un tiro no letal se hace girar y se dirige a los tobillos o las rodillas. Esto es para capturar a una víctima que huye. Un simple golpe doloroso no tiene efecto. Sin embargo, es lo suficientemente agudo como para cortarle el cuello a una persona durante la guerra.
Se utiliza sobre todo  para las guerras y la caza por el pueblo de Tamil Nadu, conocido como Kallar y el pueblo Maravar. Los ingleses destruyeron la mayoría de los valaris cuando vinieron a la conquista ya que pensaban que sería un arma potencial de guerra. Solo quedan un puñado de valaris en Tamil Nadu.